# Astomiopsis radiculosa
Astomiopsis radiculosa là một loài rêu trong họ Ditrichaceae. Loài này được Herzog W.R. Buck & R.H. Zander mô tả khoa học đầu tiên năm 1980.